# أنقليس ثعباني مزعنف
أنقليس ثعباني مزعنف (الاسم العلمي: Caecula pterygera) هو نوع من الأسماك، يتبع فصيلة الأنقليس الثعباني.